# Colour Collection
Colour Collection è una raccolta del cantante statunitense Michael Jackson pubblicata nel 2007.

## Tracce
1. One Day in Your Life – 4:17
2. Rockin' Robin – 2:33
3. People Make the World Go 'Round – 3:18
4. Happy (Love Theme from Lady Sings the Blues) – 3:25
5. With a Child's Heart – 3:30
6. Music and Me – 2:38
7. Got to Be There – 3:23
8. Ben – 2:47
9. We're Almost There – 3:45
10. Just a Little Bit of You – 3:14
11. I Wanna Be Where You Are – 2:57
12. In Our Small Way – 3:39
13. My Girl – 3:09
14. Dapper Dan – 3:10
15. We've Got a Good Thing Going – 3:02